# Короана
Короана (рум. Coroana) — село у повіті Констанца в Румунії. Входить до складу комуни Албешть.
Село розташоване на відстані 197 км на схід від Бухареста, 49 км на південний захід від Констанци.

## Населення
За даними перепису населення 2002 року у селі проживали 148 осіб, з них 147 осіб (99,3%) румунів. Усі жителі села рідною мовою назвали румунську.